# Europawahl in Schweden 1995
Die Europawahl in Schweden 1995 fand am 17. September statt.

## Ergebnis
| Listen                           | Listen                                    | Stimmen   | %    | Mandate |
| -------------------------------- | ----------------------------------------- | --------- | ---- | ------- |
|                                  | Sveriges socialdemokratiska arbetareparti | 752.817   | 28,1 | 7       |
|                                  | Moderata samlingspartiet                  | 621.568   | 23,2 | 5       |
|                                  | Miljöpartiet de Gröna                     | 462.092   | 17,2 | 4       |
|                                  | Vänsterpartiet                            | 346.764   | 12,9 | 3       |
|                                  | Centerpartiet                             | 192.077   | 7,2  | 2       |
|                                  | Folkpartiet liberalerna                   | 129.376   | 4,8  | 1       |
|                                  | Kristdemokratiska Samhällspartiet         | 105.173   | 3,9  | –       |
|                                  | Sonstige                                  | 73.284    | 2,7  | –       |
| Gesamt                           | Gesamt                                    | 2.683.151 | 100  | 22      |
|                                  |                                           |           |      |         |
| Ungültige Stimmen                | Ungültige Stimmen                         | 44.166    | 1,6  |         |
| Wähler                           | Wähler                                    | 2.727.317 | 41,6 |         |
| Wahlberechtigte                  | Wahlberechtigte                           | 6.551.781 |      |         |
|                                  |                                           |           |      |         |
| Quelle: Statistiska centralbyrån |                                           |           |      |         |

## Fraktionen im Europäischen Parlament
| Partei                         | Partei                                    | Mandate | Fraktion |
| ------------------------------ | ----------------------------------------- | ------- | -------- |
|                                | Sveriges socialdemokratiska arbetareparti | 7 / 22  | SPE      |
|                                | Moderata samlingspartiet                  | 5 / 22  | EVP-ED   |
|                                | Miljöpartiet de Gröna                     | 4 / 22  | G/EFA    |
|                                | Vänsterpartiet                            | 3 / 22  | GUE/NGL  |
|                                | Centerpartiet                             | 2 / 22  | ELDR     |
|                                | Folkpartiet liberalerna                   | 1 / 22  | ELDR     |
|                                |                                           |         |          |
| Quelle: Europäisches Parlament |                                           |         |          |